# Ticket Privatresor
Ticket Privatresor AB är en privatresebyrå i Sverige och andra största privatresebyrån i Norge. Verksamheten i Sverige och Norge bedrivs via 73 butiker, telefon och Internet samt i Danmark via ticket.dk och Finland via ticket.fi. Försäljningen uppgår till cirka 4 miljarder kronor och bolaget har cirka 320 årsanställda. Ticket Privatresor ägs av det privatägda investmentbolaget Braganza AS.